# Restauración de la Catedral de Mallorca

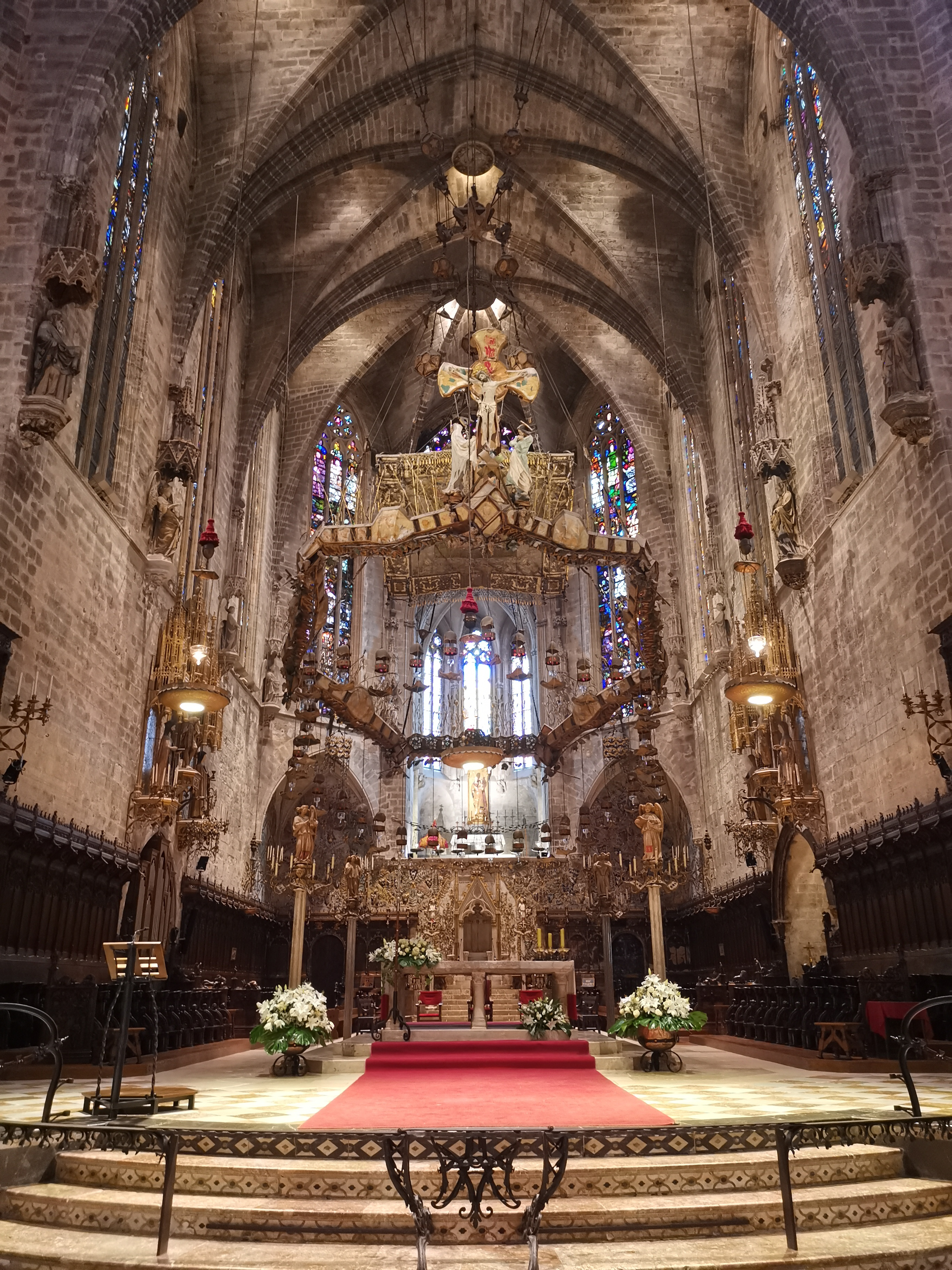
Interior de la Catedral de Santa María de Palma de Mallorca, con el baldaquino diseñado por Gaudí

La restauración de la Catedral de Santa María de Palma de Mallorca fue realizada por el arquitecto modernista Antoni Gaudí entre 1903 y 1914. Fue un proyecto ejecutado solo parcialmente de rehabilitación del interior de la seo mallorquina, con el objetivo principal de adaptarlo a las nuevas doctrinas litúrgicas de la Iglesia encaminadas a acercar los ritos a los fieles. El encargo provino del obispo de Mallorca, Pere Campins, a cuyo fallecimiento el arquitecto, que ya anteriormente tenía divergencias con el cabildo catedralicio, abandonó el proyecto. 
Gaudí proyectó una serie de actuaciones como desmontar el retablo barroco del altar mayor, dejando a la vista la cátedra episcopal, desplazar el coro del centro de la nave y situarlo en el presbiterio, dejar expedita la capilla de la Trinidad, colocar nuevas cantorías y púlpitos, decorar la catedral con iluminación eléctrica, abrir los ventanales góticos de la capilla Real y dotarlos de vidrieras, situar un gran baldaquino sobre el altar mayor y completar la decoración con pinturas y mosaicos.
Las obras las dirigió Juan Rubió, ayudante de Gaudí, quien contó también con la ayuda en la decoración de otro de sus discípulos, Josep Maria Jujol. También intervinieron los pintores Joaquín Torres García, Iu Pascual y Jaume Llongueras, el escultor Tomás Vila y un amplio elenco de artesanos y profesionales de diversos ámbitos.
Esta obra es un reflejo de la plenitud artística de Gaudí: pertenece a su etapa naturalista, período en que el arquitecto perfecciona su estilo personal, inspirándose en las formas orgánicas de la naturaleza, para lo que puso en práctica toda una serie de nuevas soluciones estructurales originadas en los profundos análisis efectuados por Gaudí de la geometría reglada, a lo que añade una gran libertad creativa y una imaginativa creación ornamental.
Los elementos litúrgicos instalados en la capilla mayor de la Catedral de Mallorca fueron catalogados como Monumento histórico-artístico el 24 de julio de 1969.

## Historia

### El arquitecto

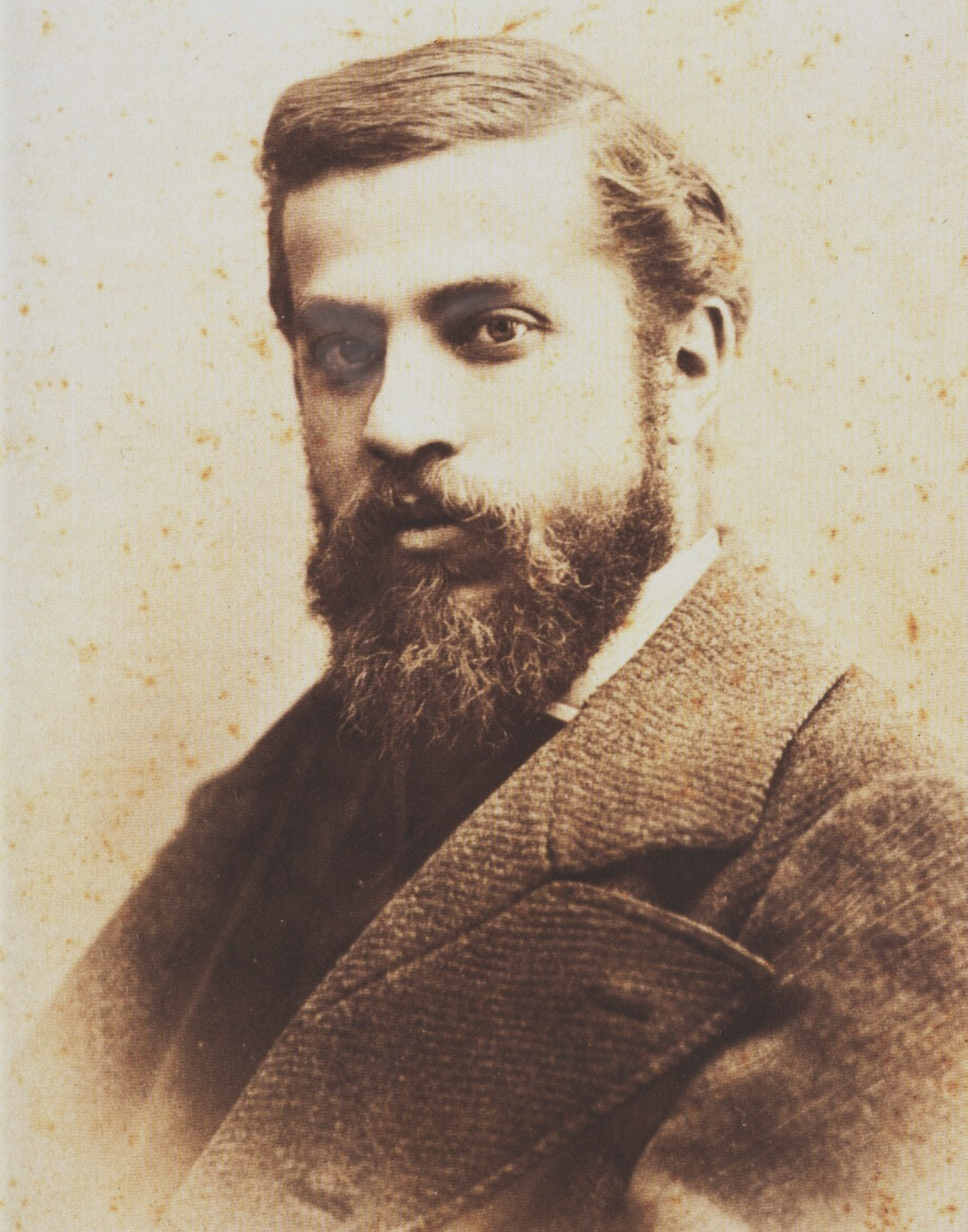
Antoni Gaudí

Antoni Gaudí (Reus o Riudoms, 1852-Barcelona, 1926) cursó arquitectura en la Escuela de la Lonja y en la Escuela Técnica Superior de Arquitectura de Barcelona, donde se graduó en 1878. Tras sus primeras obras, marcadas por el historicismo imperante en la época, tuvo una primera etapa de estilo orientalista (1882-1888) y otra de inspiración neogótica (1888-1900), hasta que desembocó en una etapa naturalista en la que su mayor fuente de inspiración se encontraba en las formas de la naturaleza.
El arquitecto compaginó los trabajos en la seo mallorquina con otros encargos: desde 1883 era el responsable de las obras del Templo Expiatorio de la Sagrada Familia, en cuya construcción empleó el resto de su vida, hasta el punto en que sería su obra magna y la síntesis de todos sus hallazgos arquitectónicos. Por lo demás, en los años en que trabajó en la catedral, estuvo ocupado también en el Parque Güell (1900-1914), el Rosario Monumental de Montserrat (1900-1916), la Casa Batlló (1904-1906), el chalet de Catllaràs (1905) y los jardines de Can Artigas (1905-1907) en La Pobla de Lillet, la Casa Milà (1906-1910) y la Cripta de la Colonia Güell en Santa Coloma de Cervelló (1908-1918).
El arquitecto reusense afrontó este reto con gran entusiasmo, ya que era un admirador de la seo mallorquina. Según su discípulo y biógrafo, Josep Francesc Ràfols, el arquitecto hizo el siguiente comentario sobre el proyecto: «las obras que hemos verificado en la Catedral de Mallorca no son obras de reforma, sino obras de restauración. Nos hemos propuesto devolverla a su pureza primitiva».
Gaudí contó en esta obra con un amplio elenco de colaboradores: los arquitectos Juan Rubió y Josep Maria Jujol, el ingeniero Felicià Fuster, los pintores Joaquín Torres García, Iu Pascual y Jaume Llongueras, y los escultores Vicenç Vilarrubias y Tomás Vila. La cerámica fue encomendada a la fábrica La Roqueta de Mallorca y los vitrales a las fábricas Hijo de Eudaldo R. Amigó y Cía. y Rigalt, Granell y Cía. de Barcelona. También colaboró ocasionalmente con el arquitecto diocesano de Mallorca, Guillem Reynés.
Para la dirección efectiva de las obras, Gaudí delegó en Rubió, que trabajaba como ayudante en su taller desde 1893 y que, desde 1900, pasó a colaborador en muchas de sus obras, como la cripta de la Colonia Güell, la torre Bellesguard, el Parque Güell y el Templo Expiatorio de la Sagrada Familia. Rubió solía encargarse de la parte más técnica de los proyectos gaudinianos, la estática gráfica y los cálculos estructurales. En Mallorca, realizó el estudio mecánico de la estabilidad estructural, un estudio funicular de la sección transversal de la nave central; además, supervisó las obras y actuó de mediador entre Gaudí y el cabildo catedralicio, de lo que da cuenta la numerosa correspondencia entre ambas partes, conservada en el Archivo Histórico del COAC. Con posterioridad a la finalización de las obras, se encargó a Rubió la restauración de la capilla de San Bernardo, dañada por un incendio en 1912; las obras se prolongaron de 1913 a 1921. Por su parte, Jujol entró en el taller de Gaudí en 1903 y, desde entonces y hasta el fallecimiento de este último en 1926, colaboró con su maestro principalmente en proyectos de decoración, donde demostró un gran ingenio, como en el famoso banco ondulante de trencadís del Parque Güell. También colaboró con Gaudí en la Casa Batlló, la Sagrada Familia, la Casa Milà y las farolas de Vic. En Mallorca, colaboró con Gaudí en la decoración cerámica del muro del presbiterio y en las sillerías del coro, así como en las aberturas de ventilación de las paredes exteriores y los mosaicos del exterior.
Durante su estancia en Mallorca, Gaudí realizó algunos trabajos menores, como unas reformas en la galería de la fachada sur del Palacio Episcopal de Palma y el diseño del pavimento de la iglesia de Nuestra Señora de los Ángeles en Pollensa. También se cree, aunque no está probado, que fue autor de la decoración del jardín de Villa Alegre, similar a la del Parque Güell. También ejerció probablemente como asesor de Juan Rubió en las reformas del Monasterio de Lluc. En 2022 se hallaron dos tapices realizados por Gaudí para el convento de San Jerónimo de Palma, desconocidos hasta entonces, elaborados en terciopelo y con los anagramas de Cristo como motivo.

### La catedral

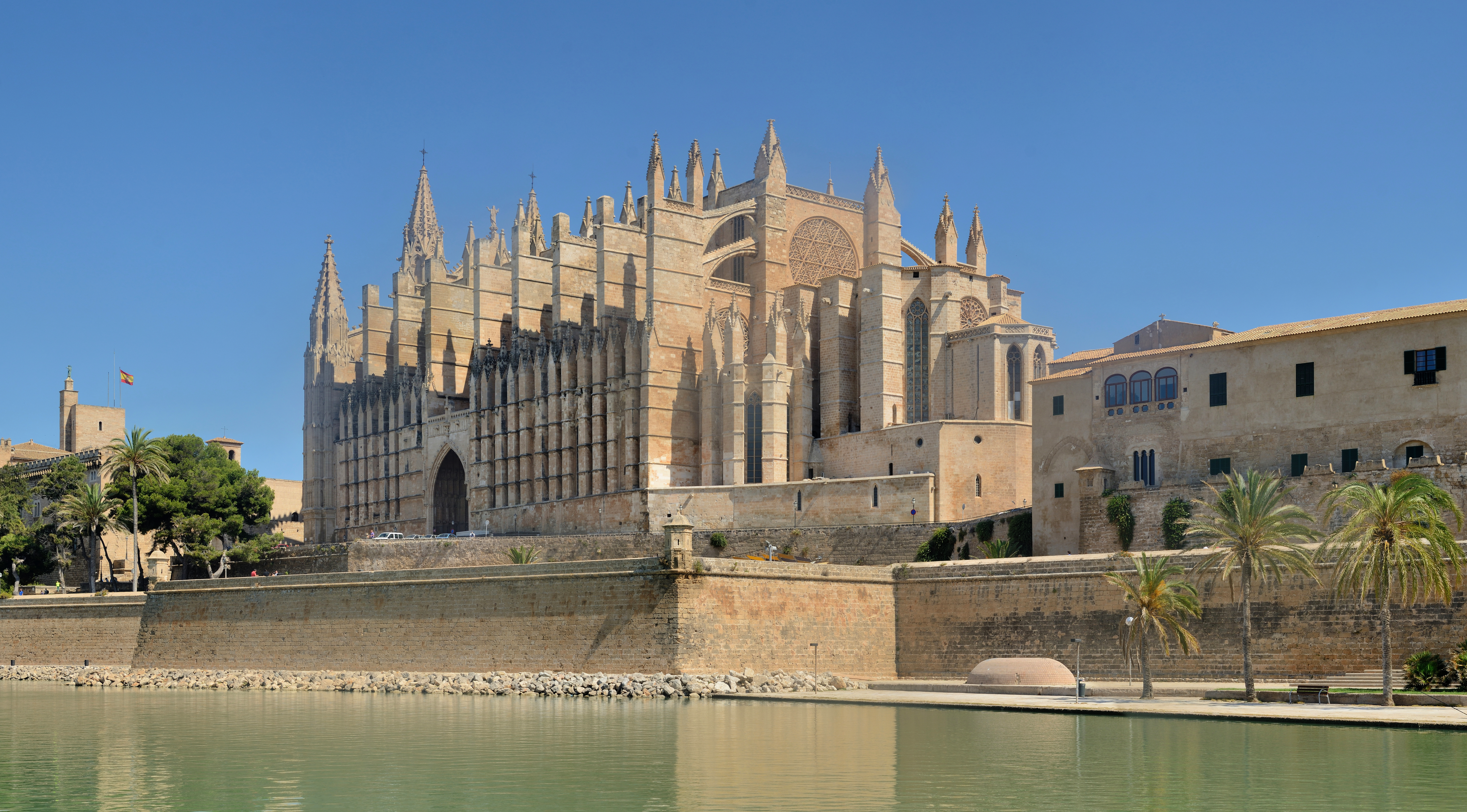
Catedral de Santa María de Palma de Mallorca

La construcción de la Catedral de Mallorca surgió de la conquista de la isla por Jaime I de Aragón en 1229. El rey había prometido que si recuperaba la isla de manos musulmanas erigiría un templo en honor a la Virgen María. La Seo fue levantada en un lugar privilegiado en la bahía de Palma, en el lugar en que se emplazaba la mezquita de Madîna Mayûrqa. Las obras se iniciaron en 1230, con un trazado de autor desconocido, y se prolongaron durante casi cuatro siglos.
En sentido estricto, las primeras liturgias cristianas se realizaron en la mezquita, una vez purificada y consagrada al culto cristiano, bajo la invocación de la Virgen María. Las primeras obras de la nueva catedral se iniciaron en 1306 en la capilla de la Santísima Trinidad, que estaba destinada a acoger los restos mortales de Jaime II, mientras se continuaba utilizando el edificio de la mezquita, emplazado en lo que es el actual ábside del templo, que no fue derribado hasta 1386. Tras la reincorporación de Mallorca a la Corona de Aragón en 1343, las obras se pararon durante un tiempo. Fueron retomadas en el último cuarto del siglo XIV, financiadas por el obispo y el cabildo catedralicio, así como con donativos de los fieles, especialmente gremios, nobles y mercaderes. Hacia mediados del siglo XIV parece ser que se decidió cambiar la planta y alzado de la catedral, dotándola de una mayor monumentalidad y pasando de una a tres naves.
A finales del siglo XIV se iniciaron las obras del portal del Mirador, se construyeron las cuatro primeras capillas y se colocaron los arbotantes y contrafuertes exteriores. En el siglo XV se construyó el portal de la Almoina y se continuaron las capillas laterales. En el siglo XVI, el obispo Juan Vich y Manrique de Lara dio el impulso definitivo a las obras, con los dos tramos que faltaban hasta la fachada; el 29 de julio de 1587 se colocó la última clave de bóveda. Entre 1594 y 1601 se construyó el Portal Mayor y, ese último año, se consagró el templo.
La catedral se construyó en estilo gótico levantino, con planta de salón de tipo basilical, al estilo alemán (hallenkirche), con tres naves sin girola ni crucero y cabecera con tres ábsides, con numerosas capillas laterales entre los contrafuertes. El cuerpo del edificio presenta 120 m de longitud, por 58 m de ancho y 44 m de alto (30 m en las naves laterales). La nave central tiene un ancho de 20 m y las laterales de 10 m, mientras que las capillas entre contrafuertes miden 9 m, haciendo el total de 58 m de ancho del templo. El conjunto presenta dieciséis capillas laterales entre los contrafuertes, ocho por cada lado, de las cuales dos corresponden a los portales laterales (del Mirador y de la Almoina) y otras dos se encuentran en el ábside. Todas las naves y capillas están cubiertas por bóveda de crucería, excepto la capilla del portal de la Almoina, cubierta por una bóveda de arista. Las naves están separadas por catorce pilares, siete por cada lado, muy separados entre sí, lo que otorga una gran sensación de espaciosidad, que se acentúa por la altura y delgadez de dichos pilares. El interior presenta siete rosetones y ochenta y tres ventanales, lo que proporciona una gran luminosidad, por lo que la Seo es conocida como la «catedral de la luz». Exteriormente, sus tres espacios diferenciados tienen una altura creciente, desde la absidiola alta (capilla de la Santísima Trinidad), seguida del ábside mayor o presbiterio (capilla Real) y el conjunto de tres naves.
A comienzos del siglo XIX el templo empezaba a mostrar algunas deficiencias estructurales, por lo que se pensó ya en su remodelación. En 1840 surgió un proyecto que ya preveía la traslación del coro, así como la restauración de la fachada. Dichas reformas cobraron un cariz de urgencia tras un terremoto ocurrido el 15 de mayo de 1851, que dejó daños estructurales. En 1854 se designó al arquitecto Juan Bautista Peyronnet como director de las obras, que se centraron en la nueva fachada, construida en un estilo neogótico inspirado en la Catedral de Orvieto. Las obras se iniciaron en 1858 tras la aprobación de la reina Isabel II, que destinó al proyecto dos millones de reales.

### El encargo

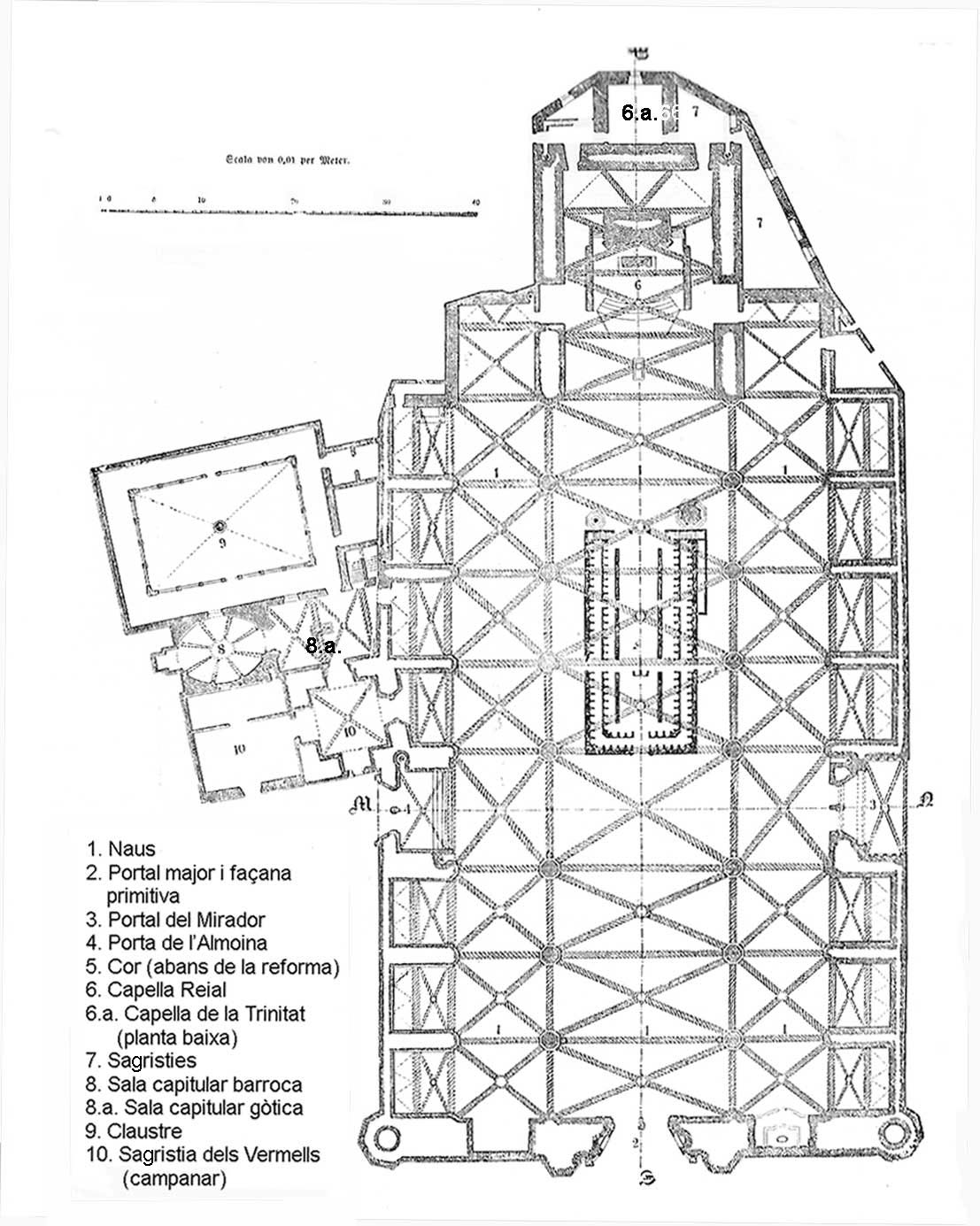
Planta de la Catedral de Mallorca (1882), donde aún se aprecia la ubicación del coro en medio de la nave central

La idea de rehabilitar el interior de la catedral provino del entonces obispo de Mallorca, Pere Joan Campins i Barceló (Palma, 1859-1915). Ordenado sacerdote en 1882, estudió teología y derecho canónico en Toledo (1885-86). Fue párroco de Porreras y, posteriormente, canónigo magistral de la Catedral de Mallorca, catedrático del seminario de esa ciudad y vicario capitular, antes de ser nombrado obispo de Mallorca en 1898. Al frente de la diócesis, reformó el plan de estudios del seminario, introdujo las nuevas corrientes litúrgicas, creó nuevas parroquias, publicó un censo de la diócesis, fundó un archivo histórico y un Museo Arqueológico Diocesano, instituyó en el seminario una cátedra de lengua y literatura mallorquina, y publicó un catecismo en catalán, entre otras medidas.
El obispo Campins efectuó una visita a Barcelona el 20 de noviembre de 1899, fecha en que visitó a Gaudí en la Sagrada Familia. Al parecer, el obispo comentó con el arquitecto el transcurso de las obras en la seo mallorquina y quedó sorprendido por la opinión de Gaudí al respecto. En verano de 1901, el obispo realizó una visita ad limina a Roma y, en el transcurso del viaje, visitó varias catedrales italianas y francesas. De regreso, el 19 de agosto, recaló de nuevo en Barcelona y le propuso a Gaudí hacerse cargo de las obras de restauración de la catedral. El encargo fue formalizado a Gaudí por el cabildo catedralicio el 17 de marzo de 1902. El arquitecto recibió por su trabajo unos honorarios de 11 456 pesetas, que fueron liquidados el 17 de abril de 1908.
El primer viaje de Gaudí a la isla fue el 26 de marzo de 1902, para una primera toma de contacto con la obra sobre el terreno. El día 29 de ese mes expuso sus ideas al cabildo catedralicio. El 13 de agosto de ese año efectuó un segundo viaje, que aprovechó para realizar una maqueta del proyecto. El viaje definitivo fue en abril de 1903, cuando se iniciaron las obras. Estuvo en la isla entre el 5 de abril y el 21 de mayo, tiempo en el que estuvo haciendo estudios y bocetos, así como fotos de personas oriundamente mallorquinas como modelos de las figuras de los vitrales. El 31 de octubre de ese año volvió a la isla para supervisar las obras, en compañía de Juan Rubió, con muestras de las vidrieras. Retornó en octubre de 1904, con una estancia de un mes en la isla, para supervisar la colocación del altar mayor. En estas estancias se alojaba en el Palacio Episcopal con el obispo Campins. Retornó el 10 de abril de 1906, acompañado de Juan Rubió. En plena Semana Santa, pudo comprobar cómo se celebraban las nuevas solemnidades litúrgicas en el espacio ganado en la nave central. También pasó en la isla las navidades de 1911, invitado por el obispo. Realizó un nuevo viaje el 19 de enero de 1912, acompañado del escultor Vicenç Vilarrubias, con el fin de elaborar las maquetas de los púlpitos y de la decoración escultórica de la capilla de la Trinidad.
En la inauguración de las obras, el obispo comentó de Gaudí que era «un hombre de capacidad superior que no solo conoce profundamente el arte de construir sino que lo ejerce sin interrupción desde tiempo atrás con un dominio indiscutible».
Para su proyecto, Gaudí realizó dos maquetas de madera, correspondientes a las capillas Real y de la Santísima Trinidad, ejecutadas en 1902, con unas dimensiones de 225 × 115 × 172 cm (capilla Real y de la Santísima Trinidad) y 151 × 98,5 × 104 cm (Santísima Trinidad).
En 1914, Gaudí empezó a tener problemas con el cabildo catedralicio, al que no gustaban algunas de las modificaciones efectuadas por el arquitecto, especialmente la intervención de Jujol en las sillas del coro, que consideraban demasiado atrevida. Al tiempo, tuvo divergencias con uno de los contratistas en relación con los pináculos de la puerta del Mirador. Tras esta discusión, Gaudí abandonó las obras, hecho que se mostró irreversible cuando al año siguiente murió el obispo Campins.
Sobre la intervención en el coro, existe un testimonio aportado por el capellán Emili Sagristà: «Tuve ocasión de presenciar, a cierta distancia, parte de una sesión de pintura. Jujol estaba junto a las tres sillas del fondo y don Antoni Gaudí derecho en la séptima u octava silla lateral. Jujol estaba poniendo pintura, no con un bote, pero sí con una brocha, que a veces chorreaba, y a menudo preguntaba: "¿Qué le parece, don Antoni?". Don Antoni, de vez en cuando, contestaba las preguntas y, muchas veces sin que le preguntara, exclamaba "¡Bien, Jujol! ¡Estupendo!" y otras exclamaciones parecidas». Añade el capellán: «Bendito sea Dios que no permitió que ensuciara más madera», lo que da idea de la visión de los canónigos sobre este trabajo.

### Reconocimientos
Los elementos litúrgicos instalados en la capilla mayor de la Catedral de Mallorca fueron declarados Monumento histórico-artístico en virtud del decreto 1794/1969 de 24 de julio de 1969 (Boletín Oficial del Estado de 20 de agosto de 1969). Junto a ellos fueron declaradas otras edificaciones de Gaudí: el Templo Expiatorio de la Sagrada Familia, el Parque Güell, el Palacio Güell, la torre Bellesguard, la Casa Milà, la Casa Batlló, el Portal Miralles, la Casa Calvet, la Casa Vicens, los Pabellones Güell y el Colegio de las Teresianas en Barcelona; la cripta de la Colonia Güell en Santa Coloma de Cervelló; la Cooperativa Obrera Mataronense en Mataró; la Casa Botines en León; el Palacio Episcopal de Astorga; y El Capricho de Comillas. En el decreto se señala que «la obra de Gaudí es de excepcional interés dentro de la arquitectura contemporánea. Se unifican en ella la mecánica, la construcción y la estética para llegar a un alto grado de sinceridad. El sello peculiar que destaca en toda su obra presenta a Gaudí como un innovador de recia personalidad; lo que no impide que muchas de sus originales soluciones se apoyen en la tradición arquitectónica, concretamente en el gótico característico de la región catalana. La figura de Gaudí, valorizada extraordinariamente en todo el mundo, ha hecho que su obra constituya el exponente más interesante y perdurable de notables movimientos artísticos de nuestra época».

## El proyecto de Gaudí

### Actuaciones generales

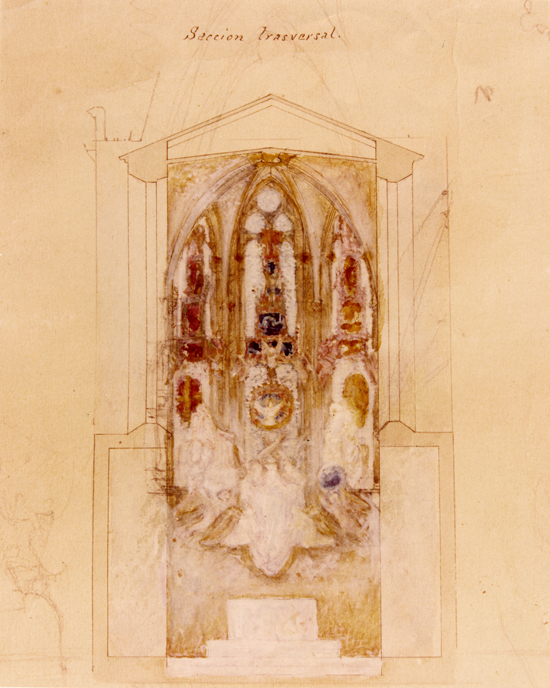
Dibujo de Gaudí para la capilla de la Santísima Trinidad

El proyecto que Gaudí presentó en 1903 al obispo Campins incluía las siguientes modificaciones: desmontar y trasladar los dos retablos situados frente a la cátedra episcopal, dejando la misma a la vista de los fieles; situar el altar mayor frente a dicha cátedra y colocar un baldaquino sobre el altar; trasladar el coro de la nave central al presbiterio; restaurar los dos púlpitos; abrir los ventanales tapiados y colocar vitrales en su lugar; instalar una nueva iluminación eléctrica para el interior del templo; decorar el espacio del interior con mobiliario diverso, así como elementos de forja, cerámica y pintura.
El primer trabajo fue trasladar el coro a la capilla Real (presbiterio), así como desmontar los dos retablos, el gótico y el barroco. El arquitecto trasladó también el arco que servía de portal mayor del coro a la capilla de la Antesacristía, así como los dos púlpitos, que fueron trasladados de la nave central al umbral entre la nave y el presbiterio. Por su parte, el presbiterio fue avanzado un tramo de bóveda, hasta las dos primeras columnas de la nave central, e instaló el altar mayor sobre una tarima de tres escalones. Por otro lado, derribó el Corredor de los Cirios, una balconada de madera de estilo mudéjar que recorría las paredes de la capilla Real, donde se colocaban cirios para iluminarla. Con estas actuaciones dejó expedita la nave central, permitiendo una comunicación directa entre los fieles y los oficiantes.
Las sillerías del coro fueron trasladadas entre junio y octubre de 1905 y repartidas entre los dos costados del presbiterio. Con ello se ganó espacio en la zona central del templo, así como una mayor amplitud de vista, ya que desde la entrada se divisa la cátedra episcopal al fondo. Obra de Juan de Salas original del siglo XVI, cuenta con 110 asientos. Gaudí conservó los altorrelieves de tema bíblico que recorren la parte alta de los respaldos, pero separó la ornamentación renacentista del friso superior, las columnitas y las ménsulas de los respaldos, que aprovechó para las nuevas cantorías. Años más tarde, en 1914, Jujol se encargó de decorar el coro, pintando la parte frontal para mitigar la oscuridad de la madera de nogal y dorando algunos relieves, respaldos y cresterías, con un programa iconográfico basado en la Pasión de Cristo. Jujol las decoró con pintura roja, simulando la sangre de Cristo, con una técnica novedosa de chorreado de pintura que se podría considerar un antecedente del dripping. En su peculiar ortografía, figura la inscripción La sang d'Ell sobre nosaltres («La sangre de Él sobre nosotros»), que no fue del todo del agrado de los canónigos, quienes alegaron que podía malinterpretarse, por lo que propusieron la adición del texto completo, a lo que Gaudí alegó: «Los textos en inscripciones monumentales tienen que ser siempre mutilados, ya que solo sirven de recuerdo a los eruditos».
Los dos retablos fueron recolocados: el gótico fue reinstalado en la puerta del Mirador de la seo, mientras que el barroco fue trasladado a la iglesia de la Inmaculada Concepción y San Magín de Palma. La imagen de Nuestra Señora de la Seo, del retablo gótico —de finales del siglo XIV, atribuida a Guillermo Morey—, fue recolocada en la capilla de la Santísima Trinidad. Asimismo, las otras figuras del retablo fueron trasladadas a los muros laterales de la capilla Real: san Juan Bautista, Santiago el Mayor, san Juan Evangelista, santa María Magdalena, santa Eulalia y santa Bárbara, que fueron instaladas en doseles de estilo historicista que diseñó Gaudí.
Al despejar la nave central, Gaudí dejó a la vista la cátedra episcopal, para que el obispo estuviese frente a los fieles. Original del siglo XIV, de estilo gótico, fue elaborada en mármol de Carrara, con unas medidas de 396 × 180 cm. Alrededor de esta cátedra, en las paredes del presbiterio, desarrolló una decoración cerámica de piezas policromas hexagonales, que representan los escudos de todos los obispos de Mallorca hasta Campins, así como ramas de olivo, frutas, flores, coronas, estrellas y otros símbolos. En la propia cátedra figuran una serie de dibujos de animales marinos en grafito, así como el escudo del obispo Campins, mientras que alrededor figuran varias inscripciones en hierro forjado y dorado, pertenecientes a un fragmento del pontifical de los obispos: tribuas ei domino cathedram espiscopalem en la parte superior, ad regendum ecclesiam tuam a la izquierda, y  te plebem sibi commissam a la derecha. Realizado entre 1908 y 1909, este mural está elaborado en cerámica, pintura al óleo, hierro forjado y metalizaciones de oro y plata, y tiene una superficie de 86,82 m². La cerámica fue elaborada en la fábrica La Roqueta de Mallorca.
También trasladó el altar mayor del fondo del presbiterio (bajo la primera clave de bóveda) a la entrada del mismo (bajo la segunda clave de bóveda). Está formado por una tabla de alabastro y mármol sustentada sobre ocho columnas, con unas dimensiones de 3,07 × 1,71 × 0,615 m. Alrededor del altar situó cuatro ángeles músicos de origen gótico que habían sido retirados en el siglo XVIII para instalar el retablo barroco, situados sobre sendas columnas de jaspe tetralobuladas con unos candelabros de hierro forjado dorado que soportan ocho cirios. Cerró el presbiterio con una barandilla de hierro forjado, formada por dos brazos con doce anillos cada uno con forma de omega, así como las letras AM (de Ave María) en la parte central. Gaudí diseñó también la verja del presbiterio, realizada en hierro forjado, que decoró con los escudos de Mallorca y Aragón.
De los dos púlpitos, Gaudí conservó el mayor (o del Evangelio), de estilo plateresco, y reformó el menor (o de la Epístola), de idéntico estilo, al que añadió un dosel monumental obra del escultor mallorquín Tomás Vila, así como un tornavoz hexagonal para mejorar la propagación del sonido. El dosel presenta numerosos elementos simbólicos, como el Agnus Dei o Cordero de Dios, la representación del sacrificio de Isaac, un ancla —símbolo de salvación—, un ángel tenante que sostiene las formas de la Eucaristía, una figura de Jesucristo en la columna y, en el remate, la cruz gaudiniana de cuatro brazos. Sobre el tornavoz se sitúan cuatro frontones que contienen las efigies de los cuatro evangelistas. El púlpito tiene unas dimensiones de 14 × 5 × 5 m y está realizado con piedra de Santañí.

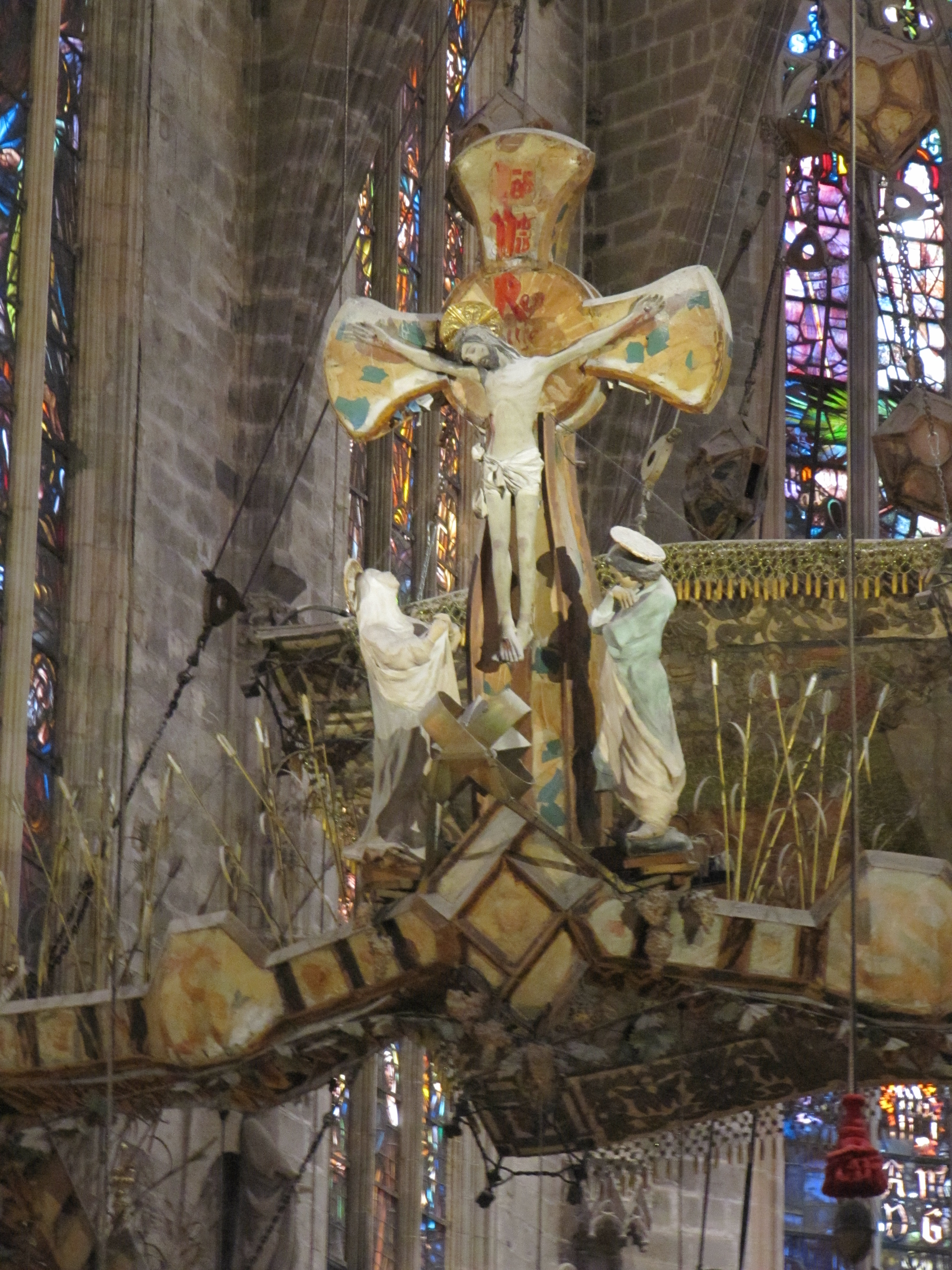
Detalle del Calvario en el baldaquino

Una de las intervenciones más vistosas fue la colocación de un baldaquino sobre el altar mayor, que cuelga desde la bóveda y cubre el altar como si fuese una corona. Tras una primera versión de forma cuadrada, que fue inaugurada el 8 de diciembre de 1904 —coincidiendo con el fin de la primera fase de las obras—, con posterioridad se colocó una segunda versión, que fue inaugurada el 29 de junio de 1912. En realidad se trata de una maqueta a tamaño natural, realizada en cartón, madera, alambre y papel, que debía sustituirse por la versión definitiva, aunque solo se realizó uno de sus lados, con medallones de hierro con vidrios policromados. Desde entonces perdura la obra efímera que servía de guía, aunque por su diseño y riqueza ornamental cumple sus funciones como si fuese la obra definitiva. Este baldaquino tiene forma heptagonal, de cuya corona cuelgan treinta y cinco lámparas de latón —el proyecto original preveía cincuenta, por el Pentecostés, el quincuagésimo día después de la Resurrección—, sobre la cual se sitúa un tapiz brocado que presenta unos diseños de tema eucarístico; en su vértice se emplaza un conjunto escultórico con la cruz y Jesucristo crucificado, con la Virgen María y san Juan a sus pies, elaborado de pasta de papel y con una iluminación eléctrica interior, que hace que el conjunto brille. Por otro lado, de los siete lados de la corona surgen en su parte superior espigas de trigo, mientras que en la inferior cuelgan hojas de parra, símbolos ambos de la eucaristía, por el pan y el vino. Hasta los años 1970, el tapiz de la cobertura incluía un pelícano, símbolo de la eucaristía. El baldaquino fue restaurado en 1999.
A ambos lados del altar Gaudí emplazó unas tribunas para cantores, elaboradas con elementos del antiguo coro, de estilo plateresco. Para su decoración, diseñó unos pergaminos de madera con las frases del Himno a San Juan Bautista, que dieron origen a las notas musicales (ut, re, mi, fa, sol, la, si). Con unas medidas de 775 × 768 × 328 cm, están elaborados con piedra de Santañí, madera, hierro y mármol.
Otro ámbito de actuación fue la capilla de la Santísima Trinidad, ubicada tras el presbiterio. Allí estaba prevista la colocación de las sepulturas de los reyes Jaime II y Jaime III. Con la colaboración de Jujol, Gaudí empezó a decorar una de las bóvedas de la derecha con cerámica de trencadís en colores azul, dorado y verdoso, aunque la interrupción de las obras impidió su finalización. También emplazó allí la imagen de Nuestra Señora de la Seo y, en la entrada, situó un pasamanos de hierro forjado dorado con siete lámparas de alambre dorado, en alusión a los siete lampadarios de oro del Apocalipsis.

### Iluminación
El arquitecto puso un especial énfasis en la iluminación del interior del templo, tanto natural como artificial. Para la natural, mandó abrir los ventanales góticos, que habían quedado ciegos porque se habían dejado inacabados; en su lugar, instaló unos vitrales de cristales de colores, que diseñó con frases de las Letanías lauretanas de la Virgen. Para la artificial, diseñó unas lámparas de hierro forjado para los fustes de las columnas del templo, así como diversos candelabros. Sobre la cátedra episcopal situó también siete lámparas votivas, que representan los espíritus frente al trono de Dios que se mencionan en el Apocalipsis. Para el proyecto de iluminación, Gaudí contó con la colaboración del ingeniero mallorquín Felicià Fuster. Fue inaugurada el 6 de junio de 1912, con gran admiración de los asistentes al acto.
Del conjunto de iluminación eléctrica destacan especialmente los lampadarios de la nave central, conocidos popularmente como trobigueres («ligueros»), un total de catorce lampadarios de hierro forjado situados en los fustes de las columnas, a una altura de cinco metros, instalados en 1904. Tienen unas medidas de 106 × 306 cm, y cada uno consta de dos anillas de ocho lámparas; cada lámpara presenta un cubo y un plato octogonal, decorados con cintas ondulantes. También situó unos lampadarios más pequeños en las naves laterales. En las paredes del presbiterio situó doce candelabros pintados en oro viejo, que sostienen seis cirios electrificados, así como otros cinco sobre las dos capillas laterales del coro, situados debajo de los dos vitrales que —junto con el rosetón— fueron los únicos ejecutados del conjunto de nueve que diseñó, que destacan por sus vivos colores. El lampadario central de la capilla Real tiene forma de tiara papal. Dotó también de un sistema de iluminación a las capillas de la Purísima y de San Sebastián, formado por dos lámparas colgadas de dos ménsulas, que decoró con inscripciones: en la primera, la ménsula izquierda contiene la palabra Roma y, la derecha, 1854, año de la declaración del dogma de la Inmaculada; en la segunda, aparece igualmente la palabra Roma en la ménsula izquierda, mientras que en la derecha la fecha 288, año del martirio de san Sebastián.
Gaudí puso todo su ingenio en el diseño de los vitrales. Fueron elaborados con tricromía, superponiendo vidrio con los tres colores primarios. En su elaboración intervinieron los pintores Joaquín Torres García, Iu Pascual y Jaume Llongueras, así como el escultor Vicenç Vilarrubias, que realizó las fotografías para los estudios preparatorios. Según el proyecto original, el rosetón estaría dedicado a Regina angelorum, flanqueado de Regina profetarum y Regina patriarcarum; en el muro norte figurarían Regina apostolorum, Regina confessorum y Regina sine labe originale concepta; y, en el sur, Regina martirum, Regina virginum y Regina sacratissimi rosarii. De estos nueve vitrales solo se realizaron tres: el rosetón de la capilla Real (Reina de los Ángeles); el vitral situado sobre el portal de la Sacristía (Reina de las Vírgenes); y el emplazado en la parte del órgano, sobre el portal lateral (Reina de los confesores). Los dos primeros fueron realizados entre 1904 y 1905 en la fábrica Amigó de Barcelona y, el tercero, en 1905 en Rigalt, Granell y Cía. (ya que Amigó había cerrado). Sin embargo, tras su restauración en 1987, el cabildo catedralicio decidió trasladar los dos ventanales a ambos costados del rosetón central, con el fin de otorgar una mayor unidad al conjunto. El rosetón presenta una serie de óculos ocupado cada uno por una cara de ángel. El vitral Reina de los confesores está dedicado a los santos confesores españoles: Isidoro, Dámaso, Raimundo de Peñafort, Raimundo de Fitero, Vicente Ferrer, Domingo de Guzmán, Ignacio de Loyola, Fernando y Alonso Rodríguez. El de Reina de las Vírgenes presenta a once figuras de vírgenes: Eulalia, Tecla, Leocadia, Catalina de Alejandría, Catalina de Siena, Catalina Tomás, Práxedes, Florentina, Rosa de Lima, Teresa de Ávila y María de Cervelló. Además de estas tres, se instaló un fragmento de Regina martirum —una representación de san Valeriano—, mientras que otro de Regina apostolorum quedó sin colocar en la sacristía de la capilla de la Trinidad. Los vitrales diseñados por Gaudí fueron restaurados en 1987. Los otros seis vitrales fueron finalmente colocados en los años 1980, con diseños de Pere Cánovas.

### Mobiliario
Gaudí diseñó diversos elementos de mobiliario para el templo, entre los que destacan un confesionario y una escalera plegable para la exposición del Santísimo Sacramento. El confesionario está situado en el portal del Mirador, tiene unas medidas de 4,37 × 2,25 × 1,50 m y está realizado en madera, con planta de cruz; tiene un frontal en arco apuntado con una ventana geminada, dos laterales con arcos apuntados entre columnas nervadas y celosías, y un techo formado por frontones apuntados con celosías caladas, con decoración vegetal y remates con cruces. La escalera está elaborada en madera policromada, hierro forjado y fieltro, con unas medidas de 180 × 135 × 235 cm. Presenta seis peldaños y una decoración con tres corazones –Jesús, María y José—, el escudo de Aragón y varias frases: El Santíssim Sagrament per a sempre sigui alabat («El Santísimo Sacramento para siempre sea alabado»), al doblarse la escalera por la mitad; Panem de Coelo Eucharistia est («la Eucaristía es el Pan del Cielo») en los pasamanos; y Amen en el primer escalón.
Entre el resto de elementos de mobiliario se encuentran: unos bancos para los fieles, los oficiantes y los primicieros; cuatro taburetes para el presbítero y los diáconos; un faldistorio —asiento transportable para los obispos en determinados momentos de la ceremonia—, plegable y sin respaldo, realizado en  madera policromada y con asiento de cuero, con ocho extremidades, las inferiores con forma de pata de león y las superiores con esferas sobre columnas salomónicas; dos atriles en madera y hierro forjado; un conopeo, un tipo de sombrilla que solo pueden utilizar las iglesias que tienen la consideración de basílica, tiene forma cónica y está elaborado con tela de franjas de colores amarillo y rojo, sustentada por un brazo de madera coronado por una esfera y una cruz; y un tintinábulo, una campana para anunciar la llegada de la procesión con el clero, igualmente de dignidad basilical, formado por un palo de madera, un martillo, una campana y un remate en forma de estrella de puntas rectas y curvadas, estos últimos de bronce.

### Otras actuaciones
En el exterior de la catedral, Gaudí realizó con la ayuda de Jujol dos mosaicos de piedra con diseños en blanco y gris oscuro, situados frente a los portales Mayor y de la Almoina. El primero representa dos ciervos que beben en una fuente, como simbolismo de los fieles que acuden al templo a saciarse del agua de los sacramentos, mientras que el segundo representa el escudo de la Casa Real mallorquina, formado por cuatro barras. El arquitecto diseñó también la acera que rodea el templo y abrió los muros exteriores con diez ventanitas con rejas, decoradas con dibujos incisos en sus cuatro costados, con el fin de ventilar las sacristías de las capillas.
La parte del proyecto gaudiniano que no llegó a realizarse comprendía el traslado de las tumbas reales, las cubiertas del templo, parte del mobiliario y seis de las vidrieras proyectadas. Gaudí quería trasladar las tumbas de los reyes mallorquines Jaime II y Jaime III a la capilla de la Santísima Trinidad, situada tras la cátedra episcopal, anteriormente tapada por los retablos. Se habrían situado bajo los arcos laterales, con la construcción de unos sarcófagos para los monarcas del antiguo reino mallorquín. Gaudí elaboró una maqueta del proyecto a escala 1:5, realizada por Vicenç Vilarrubias, así como un dibujo que se conserva en el archivo de Guillem Reynés. Por su parte, en el exterior estaba prevista la reforma de las cubiertas del templo, donde se construirían pináculos y un campanario. En el archivo de Guillem Reynés se conservan dos fotografías del exterior de la catedral sobre las que Gaudí dibujó sus ideas para los techos y pináculos del templo.
Cabe reseñar el proyecto que había imaginado Gaudí para la capilla de la Santísima Trinidad, tal como puede observarse en la maqueta: la capilla habría estado presidida por un conjunto escultórico que contendría la imagen de la Virgen original del retablo gótico, rodeada por una aureola sostenida por ángeles tenantes y flanqueada de las figuras del Padre y el Hijo, así como, por encima, la paloma del Espíritu Santo. El Padre Eterno iría vestido con capa pluvial y tiara pontificia, sentado sobre un faldistorio situado sobre la bola del mundo; Jesucristo aparece vestido de oficiante y coronado con una cruz aureolada, situado sobre un sarcófago y la guadaña de la Muerte rota. Encima de este conjunto figurarían los anagramas Patri, Filio, Spiritu Sancto, rodeado de tronos con forma de círculos alados. El conjunto debía realizarse en alabastro, mosaico para la aureola de la Virgen y metales y oro para las decoraciones. En los muros laterales de esta capilla, en dos arcosolios, se emplazarían las tumbas de Jaime II y Jaime III. Estos sepulcros fueron realizados en 1947 con un proyecto del arquitecto Gabriel Alomar Esteve y con unas esculturas yacentes de Frederic Marès.